# Завръщането на Розовата пантера
„Завръщането на Розовата пантера“ (на английски: The Return of the Pink Panther) е американско-британски комедиен филм от 1975 г. на режисьора Блейк Едуардс и е четвъртият филм от поредицата „Розовата пантера“. Главната роля се изпълнява от Питър Селърс, който се завръща в ролята си на инспектор Жан Клузо за първи път след „Изстрел в мрака“, след като е отказал да се завърне в ролята си в „Инспектор Клузо“ (1968). Във филма още участват Кристофър Плъмър, Катрин Шел и Хърбърт Лом.

## Актьорски състав
- Питър Селърс – Инспектор Жан Клузо
- Катрин Шел – Лейди (Клодин) Литън
- Кристофър Плъмър – Сър Чарлс Литън
- Питър Арни – Полковник Шарки
- Хърбърт Лом – Началник Чарлс Драйфус
- Андре Маран – сержант Франсоа Шевалие
- Грегоар Аслан – Chief of Lugash Police
- Дейвид Лодж – Мак
- Бърт Куоук – Като Фонг
- Греъм Старк – Пепи
- Майк Грейди – Момчето със звънеца
- Питър Джефри – Генерал Уадафи
- Ерик Фолман – Дебелият мъж
- Виктор Спинети – Портиер на хотела
- Джон Блутал – Слепият просяк
- Питър Джоунс – Психиатър

## В България
В България филмът е издаден на видеокасета от Видеокъща Ван Крис и Дракар през 1996 г. с български дублаж. Екипът се състои от:
| Пост               | Име                                                            |
| ------------------ | -------------------------------------------------------------- |
| Преводач           | Радостина Григорова                                            |
| Тонрежисьор        | Добромир Чочов                                                 |
| Озвучаващи артисти | Даринка Митова Любомир Младенов Станислав Пищалов Борис Чернев |